# 야스민 알마스리
야스민 알마스리(Yasmine Al Masri, 1978년 ~ )는 레바논의 배우이다.